# جرمتو
جرمتو یک منطقهٔ مسکونی در افغانستان است که در جغتو ولایت غزنی موقعیت دارد. جرمتو از روستای مهمند و کاریز رحم آغاز شده و ۷۰۰ خانوار در آن زندگی می‌کنند. ساختمان قدیمی دبیرستان البیرونی تقریباً در وسط دره قرار دارد. در قسمت پایانی دره، روستایی به نام جوی آهن و در قسمت بالایی دره قریه‌ای به نام خوش آبدال قرار دارد. دره جرمتو شکل مستطیل داشته و اطراف آن توسط سلسله‌ای از کوه‌ها محاصره شده‌است.
در فاصله‌ای نزدیک به روستای خوش آبدال گنبدی به چشم می‌خورد که به گنبد بیگم معروف است. این گنبد از خشت‌های پخته ساخته شده‌است. با گذشت زمان یک ردیف از خشت‌های آن ساییده شده‌است.